# Cricket Club of India
O Cricket Club of India (CCI) é um clube de cricket da Índia. Ele está localizado na Dinsha Wacha Road [en], no bairro Churchgate [en] em Bombaim, Índia. 
O clube foi concebido como a contrapartida indiana do Marylebone Cricket Club [en] (MCC). É considerado um dos clubes mais prestigiados do país. O CCI usa o Brabourne Stadium [en] para jogos de cricket. É afiliado ao Board of Control for Cricket in India [en] (BCCI).
A adesão de membros é limitada e é a mesma do Royal Willingdon Sports Club [en], do Bombay Gymkhana [en] e do Breach Candy Club [en]: é fechada e apenas os filhos dos membros atuais podem obtê-la.

## Histórico
Em 8 de novembro de 1933, o Cricket Club of India foi constituído como uma empresa limitada por garantia com sede em Nova Delhi. O principal objetivo da empresa era promover o desporto em geral e o cricket em particular em todo o país.
Os promotores e alguns dirigentes que fundaram o BCCI cinco anos antes foram os promotores do Clube. Originalmente, os membros vitalícios, que mais tarde foram denominados membros fundadores, pagavam Rs 100 e os membros ordinários pagavam Rs 10 pela entrada e uma assinatura anual de Rs 15.
O Cricket Club of India também foi o berço do famoso prato chinês Chicken Manchurian [en]. O restaurateur Nelson Wang [en] afirma tê-lo inventado a pedido de um cliente em 1975, enquanto trabalhava como cozinheiro no CCI.
A sede do BCCI esteve dentro do CCI até 2007, quando foi transferida para sua localização atual no centro de cricket, nas instalações da Mumbai Cricket Association [en], no estádio Wankhede. O Brabourne Stadium serviu como sede principal do Mumbai cricket team [en] até a construção do Estádio Wankhede em 1974.

## First-class cricket
As equipes que representam o Cricket Club of India jogaram 13 partidas de "first-class cricket" entre 1935 e 1958, a maioria delas contra times amadores. Nove das partidas foram disputadas no Brabourne Stadium.

## Instalações
O CCI também abriga o Brabourne Stadium, de propriedade do clube. O CCI é membro afiliado do BCCI como qualquer outra associação estadual, mas ao contrário de qualquer uma delas, não pratica cricket no estado. A Mumbai Cricket Association, a Maharashtra Cricket Association e a Vidarbha Cricket Association conduzem cricket em Mumbai e no restante de Maharashtra, respectivamente. O estádio possui um dos melhores campos e "pitches" de cricket da região. Possui também quadras de tênis, piscina, academias de ginástica, sala de bilhar, quadras de squash, quadras de badminton, mesas de tênis de mesa, cafés, bares, biblioteca, sala de leitura e salão de festas. É muito difícil conseguir adesão a este clube exclusivo.

## Kingfisher Open
Em 2006 e 2007, as quadras de tênis do CCI sediaram o Kingfisher Airlines Tennis Open, um torneio ATP Tour, realizado anteriormente em Xangai de 1995 a 2004 e no Vietnã em 2005. A Kingfisher Airlines foi a patrocinadora oficial. O torneio foi oferecido pelo governo de Maharashtra, na Índia. O torneio foi disputado de 25 de setembro de 2006 a 2 de outubro de 2006.

## ICC Champions Trophy
O Cricket Club of India Limited organizou 5 partidas do ICC Champions Trophy de 2006 [en], incluindo a final entre Austrália e Índias Ocidentais, disputada em 5 de novembro de 2006.

## ICC Women's world cup de 2013
O Brabourne Stadium sediou a ICC Women's world cup de 2013 junto com o clube MIG Cricket em Bandra, Bombaim, o campo DREIMS e o Estádio Barabati, ambos em Cuttack. O Barabati Stadium sediou a final do evento, onde a Austrália venceu de forma contundente as Índias Ocidentais.

## Fraude na adesão de membros
Em 2013, um inquérito interno instaurado pelo clube concluiu que pelo menos 11 sócios se tornaram membros do clube nos três anos anteriores através de falsificação, cometida em conluio com um membro do clube.
Vários membros da CCI revelaram posteriormente que a fraude foi cometida através do acesso aos arquivos de membros falecidos, que estavam inativos, e da substituição dos seus dados pessoais pelos dos "novos membros".
A "Economic Offences Wing" (EOW) da polícia de Bombaim prendeu dois empresários, Ketan Thacker e Nimai Agrawal, em conexão com o fraude.